# Hans Loritz

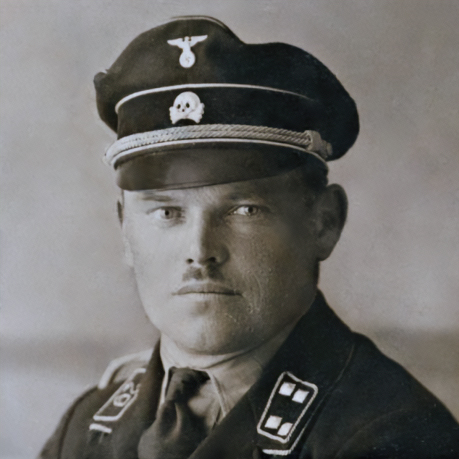
Hans Loritz (1932/1933)

Hans Loritz (* 21. Dezember 1895 in Augsburg; † 31. Januar 1946 in Neumünster) war ein deutscher SS-Führer und Kommandant mehrerer Konzentrationslager des NS-Staates.

## Jugend, Erster Weltkrieg und Familie
Loritz absolvierte nach der Volksschule eine Ausbildung zum Bäckergesellen. Auf der anschließenden Wanderschaft arbeitete er in Innsbruck, Wien, Budapest und Berlin.
Als im Herbst 1914 der Erste Weltkrieg begann, meldete Loritz sich freiwillig beim 3. Kgl. Bay. Infanterie-Regiment (Augsburg). 1917 wurde er zum Unteroffizier befördert. Während seines Kriegseinsatzes wurde er mehrmals verwundet. Loritz meldete sich 1917 zur Fliegertruppe, wo er als Fliegerschütze eingesetzt wurde. Im Juli 1918 wurde er über Frankreich abgeschossen. Er geriet in französische Kriegsgefangenschaft, aus der er erst im Februar 1920 entlassen wurde.
Zurück in Augsburg, arbeitete Loritz wie schon sein Vater bei der Augsburger Polizei, zeitweise in der Motorradabteilung, die er als Eliteeinheit betrachtete. Wegen verschiedener Dienstvergehen wurde er 1927 entlassen. Daraufhin arbeitete er als Einkassierer beim städtischen Gaswerk.
Die Familienverhältnisse waren unübersichtlich: Bereits 1922 heiratete Loritz zum ersten Mal und bekam einen Sohn. Die Ehe wurde 1935 wieder geschieden. Er heiratete 1936 ein zweites Mal, im gleichen Jahr bekam er einen Sohn von einer weiteren Frau.

## Karriere im Nationalsozialismus
Loritz galt als „Alter Kämpfer“ der nationalsozialistischen Bewegung. Zum 1. September 1930 trat er in die NSDAP ein (Mitgliedsnummer 298.668) und schloss sich im selben Jahr der SS an (SS-Nummer 4.165). Er übernahm den SS-Sturm 1/II/29 und baute ihn zu einem Sturmbann aus. Von April bis Dezember 1933 kommandierte er als Grenzsonderkommissar an der südbayerischen Grenze die 29. SS-Standarte Schwaben.
Nach der Machtübernahme der Nationalsozialisten hatte ihn die Stadt Augsburg für seine Arbeit in der SS als Beamter beurlaubt, was ihm seine Rentenansprüche sicherte.
Aufgrund eines Streits mit einem SA-Führer wurde Loritz nach Dachau strafversetzt, wo er das SS-Hilfswerk leitete, das österreichische SS-Angehörige umfasste. In dieser Zeit lernte er seinen Förderer Theodor Eicke kennen, Kommandant des KZ Dachau, der als Leiter der Inspektion der Konzentrationslager das KZ-System neu organisieren und zentralisieren sollte. Anfang 1934 bat Loritz den Reichsführer SS, Heinrich Himmler, in einem persönlichen Schreiben um seine Versetzung in ein „Konzentrationslager vom Herrn Oberführer Eicke“, was zunächst abgelehnt wurde.

## Kommandant in Konzentrationslagern
Im Juli 1934 wurde Loritz Kommandant des bisher von der SA geführten KZ Esterwegen, das nun der Inspektion der Konzentrationslager unterstellt war. Er sorgte für eine Verschärfung der Lagerordnung, verhörte Häftlinge persönlich und ordnete Folterungen an. 1935 wurde er zum SS-Oberführer befördert, dies sollte sein höchster Rang bleiben. Nach der Schließung des KZ Esterwegen wurde Loritz im April 1936 Lagerkommandant und SS-Standortführer in Dachau, was eine große Machtfülle bedeutete. Auch dort drängte er seine Untergebenen zur „Härte“ gegenüber den Häftlingen und verankerte brutale Strafen wie das „Pfahlhängen“ in der Lagerordnung.
Seine Neigung zur Selbstbereicherung und Korruption brachte ihm bereits in Dachau Ärger mit dem SS-Verwaltungsamt ein. Unter anderem ließ er Häftlinge ohne Genehmigung einen „Wildpark“ bauen, ein eigenes Häftlingskommando setzte er für den Bau seiner privaten Villa in St. Gilgen am Wolfgangsee ein.
Im Juli 1939 wurde Loritz gegen seinen Willen als SS-Abschnittsführer nach Graz versetzt, sofort bemühte er sich um eine Rückkehr in den KZ-Dienst. Mit Erfolg: Im Dezember 1939 übernahm er zunächst kommissarisch die Führung im KZ Sachsenhausen, im März 1940 wurde er regulärer Lagerkommandant. Auch hier trug er zur Eskalation des NS-Terrors bei, wirkte bei Massenmordaktionen mit. Loritz schaltete sich in die Auswahl der arbeitsunfähigen Gefangenen ein, die im Juni 1941 in der Tötungsanstalt Pirna-Sonnenstein ermordet wurden, und organisierte im selben Jahr die Erschießung von über 10.000 sowjetischen Kriegsgefangenen in einer „Genickschussanlage“.
In Sachsenhausen bereicherte sich Loritz weiter. In Gefangenenwerkstätten, die ironisch als „Loritz-Werke“ bezeichnet wurden, setzte er ganze Kommandos für private Zwecke ein. Wegen Korruptionsvorwürfen wurde 1942 ein Ermittlungsverfahren gegen ihn eingeleitet. Zwar wurde dieses offiziell als ergebnislos eingestellt, Loritz verlor jedoch seine Stellung als KZ-Kommandant.

## SS-Dienst in Norwegen und Suizid in Haft
Anfang September 1942 wurde Loritz nach Norwegen strafversetzt, wo er als Inspekteur dem „Höheren SS- und Polizeiführer Nord“ zugeordnet wurde. Als „Spezialist auf diesem Gebiet“ war er für sämtliche norwegischen Lager im Zuständigkeitsbereich der SS zuständig. In den Haftanstalten für norwegische Partisanen starben bis März 1943 fast zwei Drittel der Gefangenen an den brutalen Bedingungen. Nach Auflösung des SS-Lagersystems organisierte Loritz den Werkschutz norwegischer Fabrikanlagen gegen Sabotageakte.
Vor Kriegsende floh Loritz im April 1945 mit falschen Papieren nach Schweden. Nach seiner Festnahme wurde er nach Deutschland überstellt, wo er von der britischen Besatzungsmacht interniert und schließlich identifiziert wurde. Wegen der Ermordung der sowjetischen Kriegsgefangenen drohte ihm eine Überstellung an die Sowjetunion. Im britischen Internierungslager Gadeland bei Neumünster beging er am 31. Januar 1946 Suizid.
| Loritz SS-Ränge    | Loritz SS-Ränge        |
| Datum              | Rang                   |
| ------------------ | ---------------------- |
| 15. November 1931  | SS-Untersturmführer    |
| 11. April 1932     | SS-Hauptsturmführer    |
| 23. August 1932    | SS-Sturmbannführer     |
| 15. Juli 1933      | SS-Obersturmbannführer |
| 22. März 1934      | SS-Standartenführer    |
| 15. September 1935 | SS-Oberführer          |